# دانشگاه ملی علم و فناوری سئول

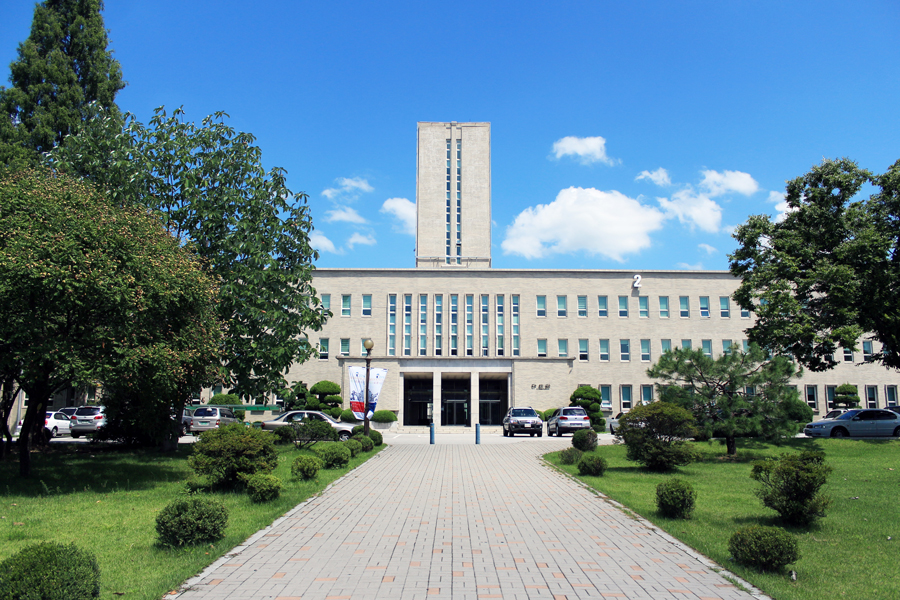

دانشگاه ملی علم و فناوری سئول (انگلیسی: Seoul National University of Science and Technology) (به اختصار Seoultech) یک دانشگاه ملی در سئول، کره جنوبی است.

## رتبه‌بندی
در سال ۲۰۲۱، دانشگاه ملی علم و فناوری سئول بر اساس داده‌های رتبه‌بندی دانشگاهی کیواس در جایگاه ۵۱–۱۰۰ در سطح جهانی در رشتهٔ مهندسی نفت و در جایگاه ۴۰۱–۴۵۰ در سطح جهانی در رشتهٔ مهندسی الکترونیک و برق قرار گرفت.